# Печора (посёлок при станции)
Печо́ра — упразднённый посёлок при станции Печора, в 1949 году объединенный с посёлком Канин (Канин Нос) в город Печора в Республике Коми Российской Федерации. 

## Топоним
Название посёлка и города происходит от гидронима Печора.

## География
Расположен в северо-восточной части республики, при станции Печора Северной железной дорогой.

## История
Летом 1940 года, в связи со строительством Северо-Печорской железной дороги (1937—1942), в районе нынешнего депо и вокзала железнодорожной станции Печора начал работу строительный отряд, состоящий в основном из заключённых ГУЛАГа. Первые временные жилища (землянки и бараки) стали называть посёлком железнодорожной станции Печора.
В конце 1942 года Северо-Печорская магистраль была сдана в постоянную эксплуатацию.
18 января 1949 года Указом Президиума Верховного Совета РСФСР посёлок железнодорожной станции Печора Северо-Печорской железной дороги и посёлка речников Канин Нос были объединены в город, которому было присвоено название Печора.